# مهرجان الدوحة الثقافي
مهرجان الدوحة الثقافي هو إحدى الأنشطة الثقافية التي تقوم بها وزارة الثقافة والفنون والتراث القطرية سنويًا والتي بدأت عام 2002 بهدف نشر الثقافة القطرية داخل قطر وخارجها. يتضمن هذا المهرجان فعاليات ثقافية مختلفة من بينها أمسيات شعرية لشعراء عرب وخليجيين تستمر 16 يوم.

## الأنشطة
يتضمن مهرجان الدوحة الثقافي أنشطة مختلفة تشمل أمسيات شعرية وأوبرا ومسرحيات متنوعة إلى جانب أغنيات عربية، كما يستضيف أحيانًا عددا من الفرق الفولكلورية والاستعراضية حيث تقوم كل فرقة بتجسيد تراث بلادها الغنائي الشعبي وكذلك تمثيل هذا البلد بما ترتديه من ملابس مستمدة من الماضي. في عام 2011 كانت هناك من العروض الفنية العالمية عرض لـ”ساكو” السيمفونية وهي اوركسترا تتكون من حوالي 60 عازفا أوروبيا على مختلف الآلات الموسيقية بقيادة الموسيقار سالم عبد الكريم الذي يقدم عزفا منفردا على آلة العود علما ان الأمسية تعتبر بمثابة تكريم لآلة العود العربية ومناسبة لأحد أهداف المهرجان في دعم التبادل الثقافي بين الشعوب.